# Larned, Kansas
Larned là một thành phố thuộc quận Pawnee, tiểu bang Kansas, Hoa Kỳ. Năm 2010, dân số của xã này là 4054 người.